# Annette Knobloch

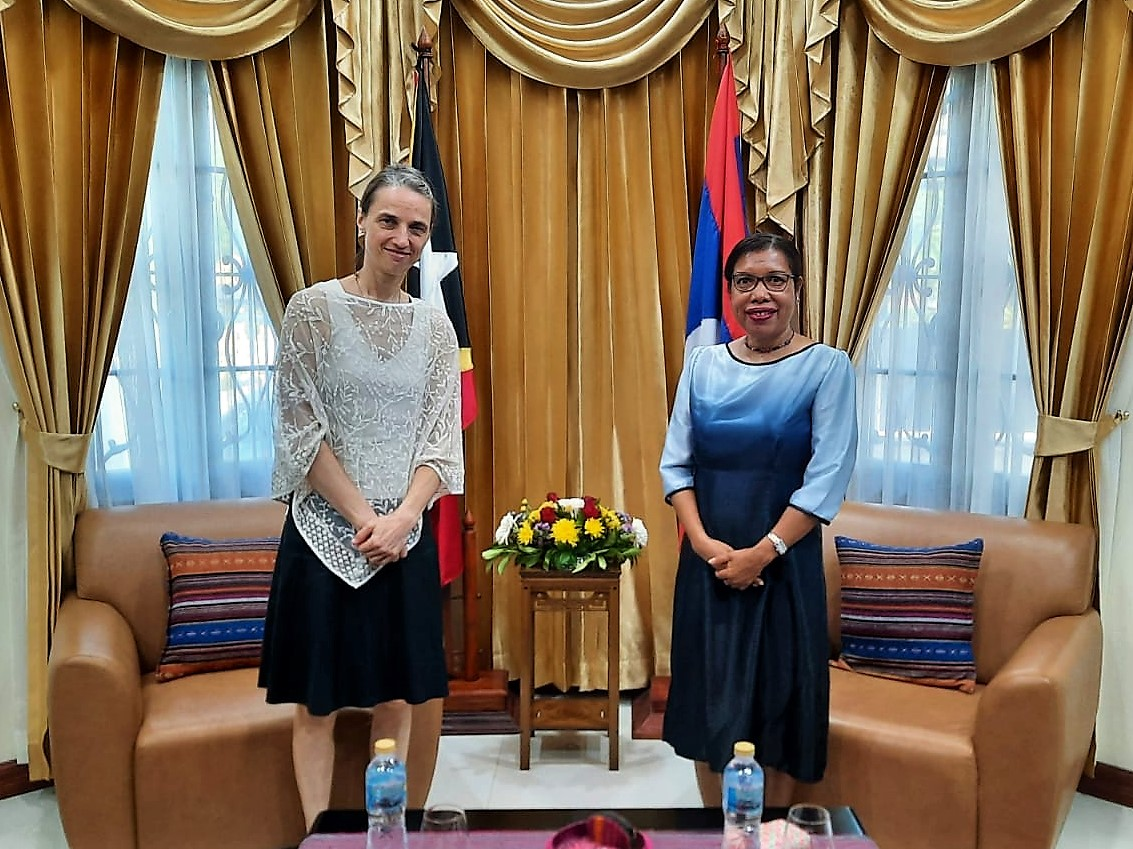
Antrittsbesuch von Annette Knobloch (li.) bei ihrer osttimoresischen Kollegin in Laos Renata de Jesus (2021)

Annette Knobloch (* 25. August 1972 in Karlsruhe) ist eine deutsche Diplomatin. Sie war von 2021 bis 2024 Botschafterin in Laos. 

## Werdegang
Nach dem Abitur studierte Annette Knobloch ab 1992 Rechtswissenschaft und legte das zweite Juristische Staatsexamen im Jahr 2000 ab. Von 2001 bis 2003 arbeitete sie zunächst im Städelschen Kulturinstitut Frankfurt als Kulturreferentin.
2003 wechselte sie ins Auswärtige Amt und war von 2003 bis 2005 an der Botschaft Kinshasa als Referentin für Kultur, Presse sowie Rechts- und Konsularangelegenheiten zuständig, bevor sie von 2006 bis 2007 den Vorbereitungsdienst für den höheren Auswärtigen Dienst absolvierte.
Es folgte eine Verwendung im Auswärtigen Amt als Referentin für Öffentlichkeitsarbeit Inland (2007 bis 2010). Von 2010 bis 2013 war Knobloch an der Botschaft Seoul zuständig für Politik und Presse, wurde dann Referentin für Personaleinsatz im Auswärtigen Amt und 2017 zur Stellvertretenden Referatsleiterin für Südostasien in der Abteilung für Asien und Pazifik befördert.
Im Juli 2021 wurde sie zur außerordentlichen und bevollmächtigten Botschafterin ernannt und mit der Leitung der Botschaft Vientiane betraut. Im Jahr 2024 folgte ihr Markus Lang in diesem Amt.
Annette Knobloch ist verheiratet und hat zwei Kinder.